# Ropica rufonotata
Ropica rufonotata es una especie de escarabajo longicornio del género Ropica, tribu Apomecynini, subfamilia Lamiinae. Fue descrita científicamente por Pic en 1926.

## Descripción
Mide 6-8 milímetros de longitud.

## Distribución
Se distribuye por Vietnam.